# نيفاربين
نيفاربين , المعروف بالاسم التجاري فيرامون بين الاخرين، وهو دواء يستخدم في علاج وتثبيط فايروس نقص المناعة المكتسب وخاصة النوع الأول. ويوصى عادة باستخدام النيفاربين مع الادوية المضادة لفيروسات النسخ العكسي الأخرى، وقد يستخدم لمنع انتقال العدوى من الام إلى الجنين اثناء الولادة، ولكن لا ينصح به لحالات العدوى الأخرى . وهو يؤخذ عن طريق الفم .
تتضمن الاعراض الجانبية الشائعة لدواء نيفاربين الطفح الجلدي والصداع والغثيان والشعور بالتعب ومشاكل الكبد . وقد تتزايد مشاكل الكبد والطفح الجلدي مما يوجب الفحص الدوري خلال الأشهر القليلة الأولى من العلاج ويعتبر استخدامه امنا خلال الحمل .
في عام 1996 ,تمت الموافقة على دواء نيفاربين للاستخدام الطبي في الولايات المتحدة الأمريكية . ويعتبر دواء نيفاربين المدرج ضمن قائمة الادوية الاساسية لمنظمة الصحة العالمية من أكثر الادوية فاعلية وامانا المطلوبة في النظام الصحي. وهو يعتبر دواء اصلي، وقد بلغت التكلفة الاجمالبية في عام 2014 في الدول النامية حوالي 2,16 إلى 16,62 دولار أمريكي بالشهر . وفي عام 2015 بلغت التكلفة الشهرية للدواء في الولايات المتحدة الأمريكية أكثر من200 دولار أمريكي .

## الاستعمالات الطبية
يستخدم النيفاربين للبالغين والاطفال فوق سن السادسة المصابين بالنوع الأول من مرض الايدز كجزء من مجموعة من الادوية المضادة لفيروسات النسخ العكسي . ولا ينصح باستخدام نيفاربين كعلاج لوحدة وذلك لكونه يزيد من خطورة المقاومة للدواء .
ويستخدم هذا الدواء بشكل عام كعلاج للنوع الأول من مرض الايدز الذي يصيب الاشخاص عندما يكون عدد مستقبلات خلايا المناعة قليلة جدا.
وعلى الرغم من المخاوف التي أثيرت حول الانظمه المستنده إلى النيفيربين لاولئك الذين يبدأون العلاج بنسبه عاليه من الفايروسات أو عدد منخفض من CD4 فان العديد من التحليلات تشير إلى ان النيفاربين قد يكون فعالا لأولئك الاشخاص.
كما يمكن ان يشكل النيفاربين مكون مفيدا لنظم الإنقاذ بعد الفشل الفيروسي وعادة ما يكون ذلك مصحوبا بواحد أو أكثر من مثبطات الانزيم PLS بالإضافة إلى المثبطات انزيم المنتسخة العكسية (NRTIs) خاصة فياولئك الذين لم يسبق لهم أخذ NNRTI . وتعتمد جرعات الأطفال على مساحة سطح الجسم BSA , ومع ذلك تم إصدار خوارزميات الجرعات القائمة على الوزن . وتشمل هذه الارشادات خوارزميات الجرعات الصغيرة التي لا تكفي للاطفال حديثي الولادة .

## التفاعلات الدوائية
يتفاعل دواء النيفاربين مع انزيمات الكبد CYP2B6 و CYP3A . ويمكن ان يصاحب طرق أخذ الدواء والتي تعتبر مثبطات لهذه الانزيمات زيادة في مستوى مصل نيفاربين بشكل مضاعف. وتتضمن بعض امثلة تلك الادوية ريتونافير وفوسامبرينفير وفلوكونازول . ومن ناحية أخرى قد تعمل بعض الادوية المحفزة لهذه الانزيمات مثل ريفامبسين على تقليل مستوى مصل النيفاربين .
وبالإضافة إلى ذلك قد يصاحب استعمال منتجات نبته هايبيريكم بيرفوراتوم المعروفة أيضا بنبتة القديس يوحنا المثقبة تقليل ملاحظ في مستويات النيفاربين .
ويعتبر النيفاربين محفز لاشباه الانزيمات السيتوكروم P450 وهي CYP3A4 و CYP2B6 .
ومن الممكن ان يقلل دواء نيفاربين أو يحد من مستوى العديد من الادوية التي تعطى معا مثل الادوية المضادة للفيروسات القهقرية مثل: ايفافيرينز واندينافير ولوبينافير وساقينافير كما تحد أيضا من عمل وسائل منع الحمل الهرمونية والميثادون مثل كلاريثروميسين وكيتوكونازول .